# Новоуглянка
Новоугля́нка — село в Усманском районе Липецкой области России. Входит в состав Девицкого сельсовета.

## География
Село находится в юго-восточной части Липецкой области, в лесостепной зоне, в пределах Окско-Донской равнины, на левом берегу реки Усмань, на расстоянии примерно 1 км (по прямой) к юго-востоку от города Усмань, административного центра района. Абсолютная высота — 138 м над уровнем моря.
Климат
Климат умеренно континентальный с тёплым летом и умеренно холодной зимой. Среднегодовое количество осадков — 511 мм. Максимальное количество осадков выпадает в период с мая по октябрь. Средняя температура самого холодного месяца (января) составляет −9 °С, самого тёплого (июля) — 20 °С.
Часовой пояс
Село Новоуглянка, как и вся Липецкая область, находится в часовой зоне МСК (московское время). Смещение применяемого времени относительно UTC составляет +3:00.

## Население
| 2010 | 2011  |
| ---- | ----- |
| 1582 | ↘1570 |

Гендерный состав
По данным Всероссийской переписи населения 2010 года в гендерной структуре населения мужчины составляли 47,7 %, женщины — соответственно 52,3 %.
Национальный состав
Согласно результатам переписи 2002 года, в национальной структуре населения русские составляли 99 % из 184 чел.

## Улицы
| - ул. Гагарина, - ул. Дзержинского, - ул. Зареченская, - ул. Лесная, - ул. Луговая, - ул. Лукинка, | - ул. Мира, - ул. Молодёжная, - ул. Набережная, - ул. Октябрьская, - ул. Песчаная, - ул. Пионерская, | - ул. Полевая, - ул. Садовая, - ул. Свободная, - ул. Советская, - ул. Юбилейная. |

## Инфраструктура
Функционируют школа, детский сад, фельдшерско-акушерский пункт, отделение связи и магазины. В центральной части расположена ФГУ УФСИН «Усманская Воспитательная Колония».

## Известные уроженцы
- Прибытков, Виктор Васильевич (1935—2020) — советский общественный и партийный деятель.